# Księstwo wiślickie

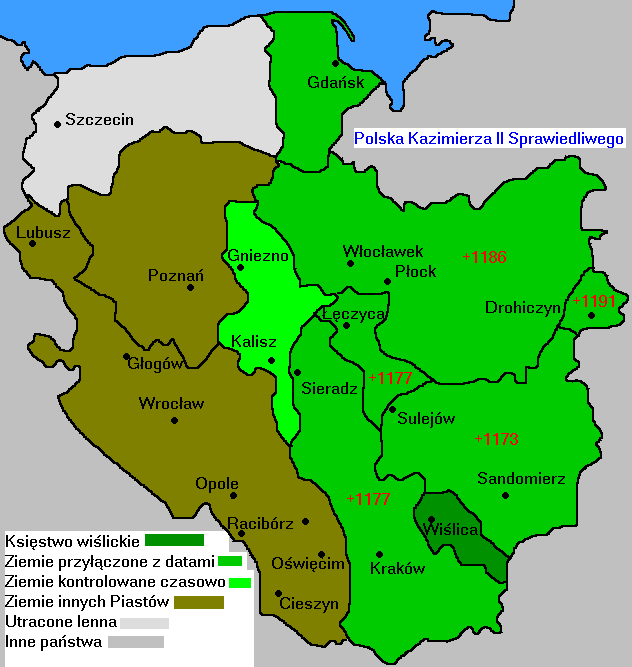
Polska Kazimierza Sprawiedliwego.

Księstwo wiślickie (łac. Ducatus Visliciensis) – polskie średniowieczne księstwo dzielnicowe istniejące w latach 1166–1173 oraz 1230–1234.

## Historia

### Panowanie Kazimierza II Sprawiedliwego
Wiślica wchodziła w skład księstwa sandomierskiego do 1166 roku, kiedy książę Henryk Sandomierski zmarł bezpotomnie. W swoim testamencie zapisał całość swojej dziedziny Kazimierzowi Sprawiedliwemu, jednak początkowo władzę w dzielnicy przejął senior, Bolesław Kędzierzawy. Kazimierzowi przekazał (prawdopodobnie pod presją groźby buntu możnych i Mieszka Starego) ziemię wiślicka, tworząc księstwo obejmujące poza Wiślicą Skrzynno, Małogoszcz i Żarnów.
Księstwo wiślickie stanowiło jedyną dzielnicę Kazimierza do 1173 roku, kiedy objął władzę nad całym księstwem sandomierskim. Do tego czasu książę wzmocnił obwarowania grodu w Wiślicy, wzniósł kościół, oraz być może ufundował płytę wiślicką.

### Panowanie Bolesława Wstydliwego i regencja Grzymisławy
W 1230, podczas spotkania w Skaryszewie, ziemię wiślicką otrzymała od Konrada Mazowieckiego Grzymisława w charakterze regentki małoletniego Bolesława Wstydliwego. W następnym roku utworzono tytuł wojewody wiślickiego, którym został Mściwój, stronnik Grzymisławy. Inny stronnik regentki, Pakosław Stary, został kasztelanem wiślickim.

## Książęta wiśliccy
- Kazimierz II Sprawiedliwy (1166–1173)
- Bolesław Wstydliwy (1230–1234)
- (Regentka) Grzymisława (1230–1234)